# 定义
定義指对某个概念（词语、短语或一组符号）进行的简要并完整的陈述，透過列出一個事件或者一個物件的基本屬性，來描述、解釋、說明、規範一個词语、一個概念、一个事物的意義；被定義的事物或物件叫做被定義項，其定義叫做定義項。
定义是人为订定的，是用以规范词语或概念的陈述，属于一种规定，并非推理的结论。定义必须具备明确性和完整性，以防止误解；定义应避免循环性、笼统性、情绪性，且最好不用相反词语来界定。

## 定义
定义有不同的方式和技术：
- 詞法定義描述一个词或者一个表达的意义，一般一个词法定义提供一个与原词相当的表达。比如将“单身汉”定义为“未婚男子”，或者将“煎”定义为在“热油中烧”。有些词如“如果”无法有效地使用其它词来同义描写，词典对这些词一般通过描写其特性的方法来给予一个定义，而不是通过提供一个相当的表达的方式。
- 情境定義也称上下文定义，與托馬斯定理相關。有些词无法清晰地定义，但可以通过为所有这个词出现的句子提供一个解释来为这个词做一个定义。也就是说通过使用一个不出现这个词的句子来解释这个词在这个句子里的意义。
- 内涵定义是将一个物件与其它物件之间不同的所有特征列举出来。比如“所有小于20的质数的集合”是一个特定的集合的内涵定义。
- 外延定义是描述一个概念或者词的外延，即所有这个概念或者词所包含的事物。
- 列举定义是一个特别的外延定义，它列出一个概念或者词所描写的所有的物件。列举定义只适用于有限集合，而且只有在这个集合比较小的情况下才有意义。
- 实物定义又称直观释义或实指定义。实物定义是指，指定一个词所代表的物件来表达这个词的意思，或者指定数个代表性的物件来表达这个词的意思。一个例子是给某人看吉米·威尔士的图像来表示“吉米·威尔士”这个词的意思，或者给某人看数个典型的狗来说明“狗”的概念。
- 一个量的操作定义是这个量的测量过程。
- 理论性定义是使用一个学科的理论对一个词作一个定义，比如“米是光在真空中在1/299,792,458秒所传播的距离”。这个定义是基于狭义相对论的理论做出的定义。
- 從屬差異定义（definition by genus and difference）首先列出一个狭义词的广义词，然后说明这个狭义词与这个广义词中不属于这个狭义词的物件之间的区别。
- 递归定义又称归纳定义，它是使用有意义的方式用一个词来定义这个词本身。一般来说这样的定义包括两个步骤：首先一个或数个特定的物件属于被定义项的集合X；其次所有与X中的元素有一定关系的物件，而且只有与X中的元素有这个关系的物件也属于X。比如以下为自然数的递归定义：首先1是一个自然数，其次比自然数大1的数也是自然数，所有其它数都不是自然数。在做递归定义时要小心避免循环定义。
- 循环定义是假设别人已经对被定义项有一定的了解。比如“蛋是鸡生的卵，鸡是从蛋里孵出来的”就是这样一个循环定义。假如别人即不知道鸡是什么，又不知道蛋是什么的话这个定义毫无用处。（参见重言式）
- 规定性定義又称规创定义或约定定义，是指将一个定义或者讨论的内容规定在一个范围内。比如有人想要解释啤酒是怎样酿的但不知道清酒是不是啤酒的一种。他可以开篇说：“我所说的啤酒仅包括用小麦酿的啤酒。”
- 釐定性定义是对词法定义添加附加的条件来延伸词法定义中的定义，更加缩小定义的规范。
- 說服性定义又名勸導性定义，是指将一个词定义为一个特别观点的理由，但却保持了词法定义的形式。

值得注意的是定义在不同时期有着不同的价值取向

## 外延、内涵、歧义和含糊
要分析一个定义的好坏要注意定义的特性，其中最重要的是其外延、内涵、歧义和含糊度。
- 列举定义指出一定的例子来让对方认识到一个词的意义。
- 外延定义列举出一个词的所有元素。
- 内涵定义列出一个词的特征，这个定义往往比外延定义更紧凑。

比如“单身汉”这个词假如要使用外延定义来定义它的话必须将世界上上亿单身汉都列举出来，但是假如用内涵定义的话则一个单身汉首先是一名男子，其次他未婚，因此所有的单身汉是未婚男子，而且只有单身汉才是未婚男子。
对于哲学家来说一个定义的内涵比起外延要重要得多。比如我们既无法列出世界上所有的单身汉，对这样一个列表也没有兴趣。我们关心的是单身汉与非单身汉之间的区别。一个单身汉的列表无法表示一个新的人是否為单身汉。
假如一个定义不明确的话有两种原因。一个定义可能模棱两可，或者含糊不清，或者两者均有。事实上大多数词既模棱两可又不明确。这并不表示这些词没有意义，即使不明确和含有多种意义的词也有其意义。

## 定义的定义
假如我们决定定义一个词或者这个词所描写的概念。假如我们确定了我们对这个词所感兴趣的方面，我们确定了一些属于这个词的物件，一些不太清楚的物件和一些边缘物件。问题在于如何定义这个词。我们希望的是定义这个词的内涵，即列出可以确定这个词的所有的和仅有的元素的特征。以下是一个有用的定义的定义：
对一个概念或者词或者词组的定义是描写其内涵，即描写其所有和仅有的元素的共有特征。其外延是所有这个概念、词或者词组包含的事物。
一些哲学家不同意这个定义的定义，他们认为，出于不同的理由，大多数概念、词汇和词组无法精确地被定义。路德维希·维特根斯坦和威拉德·冯·奥曼·蒯因是这个意见最著名的代表人。但大多数哲学家认为定义重要的哲学概念是必要的。

## 参看
- 一把和三把椅子
- 術語學